# راویو انترتینمنت
راویو انترتینمنت (به انگلیسی: .Rovio Entertainment Ltd) نام یک شرکت بازی‌سازی فنلاندی است که دفتر مرکزی آن در شهر اسپو قرار دارد. این شرکت کار خود را در سال ۲۰۰۳ و با نام ریلیود (به انگلیسی: Relude) آغاز کرد و در سال ۲۰۰۵ به راویو انترتینمنت تغییرنام یافت.
سگا در اوت ۲۰۲۳، راویو را به مبلغ ۷۷۶ میلیون دلار آمریکا خریداری کرد.
این شرکت بیشتر به دلیل بازی محبوب پرندگان خشمگین معروف است.